# Zonotylus
Zonotylus is een kevergeslacht uit de familie van de boktorren (Cerambycidae). De wetenschappelijke naam van het geslacht werd voor het eerst geldig gepubliceerd in 1898 door Gahan.

## Soorten
Zonotylus is monotypisch en omvat slechts de volgende soort:
- Zonotylus interruptus (Olivier, 1790)